# Sympathy for Mr. Vengeance
Sympathy for Mr. Vengeance (korean.:복수는 나의 것; boksuneun naui geot, dt.: „Mein ist die Rache“) ist ein Spielfilm des südkoreanischen Regisseurs Park Chan-wook aus dem Jahr 2002. Es ist der erste Teil einer Filmtrilogie, die lose durch das gemeinsame Thema Rache verbunden wird und aus diesem Film, Oldboy (2003) und Lady Vengeance (2005) besteht.

## Handlung
Der taubstumme Ryu braucht dringend eine neue Niere für seine schwerkranke Schwester. Er arbeitet hart, um so schnell wie möglich das Geld für diese Operation zu beschaffen, doch er wird entlassen.
Ryu und seine linksradikale Freundin Yeong-mi kommen für eine Transplantation nicht in Frage, da sich die Blutgruppen unterscheiden und so sucht Ryu eine Organhändlerin auf. Diese verspricht ihm, für 10.000.000 Won (etwa 6.500 Euro) und einer von Ryus Nieren, eine Niere mit der Blutgruppe B zu besorgen. Sie hält ihr Wort nicht und Ryu steht nun ohne Niere sowie ohne das Geld für die Operation da.
Ryus Freundin will darum die Tochter eines Geschäftsmannes kidnappen. Erst sollte das Opfer Ryus Ex-Boss sein – der Plan ändert sich aber, und der Geschäftsmann Park Dong-jin wird ausgewählt, um von ihm das Geld zu erpressen. Sie entführen Dong-jins Tochter, die nicht weiß, dass es sich um eine Entführung handelt. Ryu erhält das Lösegeld, indem er Dong-jin am Übergabeort überwältigt und in einem Sack an einen Laternenpfahl bindet. Die Freude über das erbeutete Geld währt jedoch nicht lange, da Ryus Schwester dieses Opfer nicht annehmen will und Selbstmord begeht. Ryu begräbt daraufhin seine Schwester am Fluss, an dem sie als Kinder immer gespielt haben. Dabei kommt es zu einem Unfall und das entführte Mädchen ertrinkt.
Die Polizei findet die Leiche der Tochter. Der Vater ist am Boden zerstört, war er doch auf die Forderungen der Kidnapper eingegangen und hat ihnen das verlangte Geld übergeben. Da seine Frau ihn schon lange verlassen hat und nun auch noch seine Tochter tot ist, schwört er Rache. Er ermittelt, wer seine Tochter getötet hat und foltert Ryus Freundin, um zu erfahren, wo er sich aufhält. Yeong-mi bittet Dong-jin, sie zu verschonen, und warnt ihn, dass sie einer terroristischen Gruppe angehört und diese ihren Tod rächen werde. Er foltert sie dennoch zu Tode, als sie ihm nicht sagen will, wo sich Ryu versteckt. Dieser wiederum sucht die Organhändler, um sich an ihnen zu rächen. Er tötet die Organhändler schließlich, trägt aber eine Bauchverletzung davon. Als Ryu in sein Zuhause zurückkehrt, wird gerade die Leiche seiner Freundin von der Polizei und den Ärzten weggebracht.
Ryu wartet auf Dong-jin vor seinem Haus, doch Dong-jin befindet sich in Ryus Apartment. Als Ryu zurückkehrt, überlistet ihn Dong-jin. Er verschleppt ihn an den Fluss, in dem seine Tochter starb und nun auch Ryu sterben wird. Er zerstückelt Ryus Leiche, um sie in einer wüstenartigen Landschaft zu vergraben. Noch während Dong-jin das Loch aushebt, wird er von einem Jeep gestört, aus dem vier Leute aussteigen und ihn mit mehreren Messerstichen niederstrecken. Auf die Brust stechen sie ihm einen Flyer mit der Aufschrift „Todesurteil“, und so schnell wie sie kamen, verschwinden die Männer wieder.
Überrascht von diesen Geschehnissen, fällt Dong-jin wieder ein, wer diese Leute waren. Es war die linksextremistische Gruppe, mit der Ryus Freundin gedroht hatte, sollte er sie wirklich umbringen. Dort, in einer abgelegenen Gegend, findet auch er den Tod.

## Kritiken
„Angesichts der nicht enden wollenden Schicksalsschläge bleibt, trotz des eindrücklichen Spiel[s] der Darsteller und des neorealistischen Inszenierungswillens des Regisseurs, ein berechnender Geschmack nach Kunstgewerbe, den man bei ‚Old Boy‘, dem zweiten Teil der ‚Trilogie‘, nicht mehr spürt.“

„Im ersten Film seiner Trilogie zum Thema Rache erzählt Regisseur Chan-wook Park in meisterlichen Bildern urbaner Trostlosigkeit die schicksalhafte Story einer fatalen Kindesentführung und der brutalen Vergeltung des traumatisierten Vaters. Fazit: Ein Meisterwerk!“

## Auszeichnungen
- 2003: Best Asian Film beim Fant-Asia Film Festival
- 2003: Jury Award beim Philadelphia Film Festival